# Гідатофіти

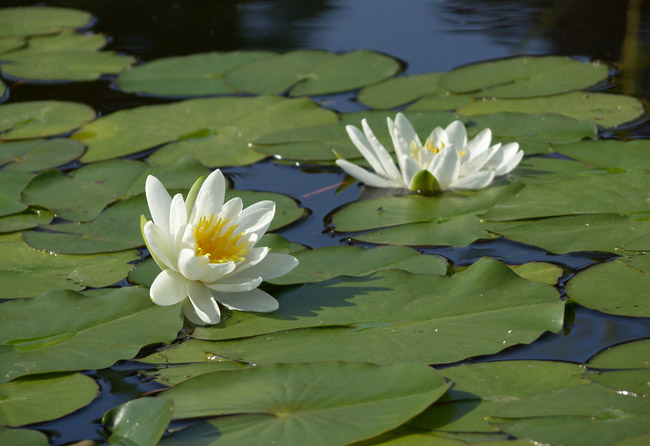
Латаття біле — типовий гідатофіт

Гідатофі́ти (Від грец. Hydor, родовий відмінок hydatos — вода і phyton — рослина) — водні рослини, цілком або більшою своєю частиною занурені у воду (на відміну від гідрофітів, занурених у воду тільки нижньою частиною).
Одні з них не прикріплені коренями до ґрунту (наприклад, ряска, елодея), інші — прикріплені (наприклад, латаття). За способом розвитку різняться:
- Гідатофіти справжні — рослини, занурені у воду, ріст і розвиток яких відбуваються тільки у воді (наприклад, види куширу);
- аерогідатофіти занурені — рослини, цілком занурені у воду, зростання у яких відбувається у воді, а запилення квіток — над водою (наприклад, у валіснерії спіральної);
- аерогідатофіти плаваючі — рослини, у яких частина листя і стебел занурена у воду, а частина — плаваюча; запилення квіток відбувається над водою.

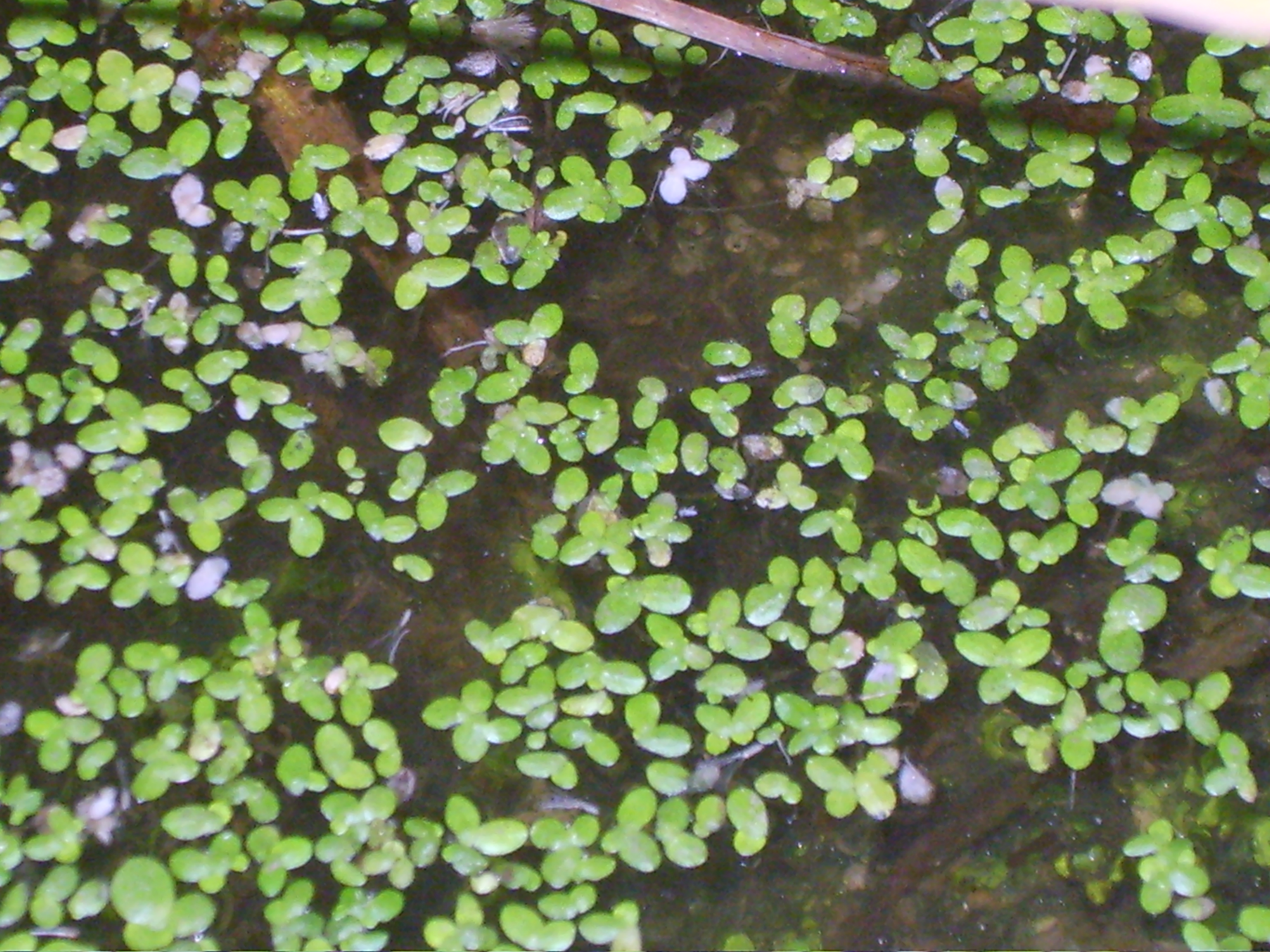
Ряска мала

Листкові пластинки у гідатофітів, як правило, тонкі, без диференціювання мезофілу, часто розсічені, що сприяє повнішому використанню ослабленого у воді сонячного світла і засвоєнню СО2. У них редуковані продихи і немає кутикули. Транспірація у таких рослин відсутня, а вода виділяється через особливі клітини — гідатоди. Нерідко виражена різнолистність — гетерофілія; у багатьох видів є плаваючі листки, що мають світлову структуру. Підтримувані водою пагони часто не мають механічних тканин, в них добре розвинена аеренхіма.
Коренева система квіткових гідатофітів сильно редукована, іноді відсутня зовсім або втратила свої основні функції (у рясок). Поглинання води і мінеральних солей відбувається всією поверхнею тіла. Квітконосні пагони, як правило, виносять квіти над водою (рідше запилення відбувається у воді), а після запилення пагони знову можуть занурюватися, і дозрівання плодів відбувається під водою (валіснерія, елодея рдесник та ін.)
Для гідатофітів і гідрофітів не обов'язкова вологість клімату, оскільки і в областях, недостатньо забезпечених опадами, навіть в пустелях, можуть існувати водойми, які повністю задовольняють потребу таких рослин у воді. Різкого розмежування між гідатофітами і гідрофітами не існує.
Багато гідатофітів — торфоутворювачі.